# Raphaël Varane
Raphaël Xavier Varane, född 25 april 1993 i Lille, är en fransk före detta fotbollsspelare (mittback). Han representerade även det franska landslaget under sin karriär som fotbollsspelare.

## Klubbkarriär

### Tidigare karriär
Varane föddes i Lille. Varane startade sin fotbollskarriär i Arrondissementet i Lille där han spelade för lokalklubben AS Hellemes vid sju års ålder. Efter att ha tillbringat två år i klubben flyttade han till RC Lens i juli år 2002. Dock var även Derby du Nord och Lille OSC intresserade av Varane. Inför säsongen 2010/2011 signerade fransmannen sitt första professionella kontrakt med Lens.

### Lens
Sent i oktober, säsongen 2010/2011, inkallades Varane till A-laget av Lens tränare Jean-Guy Wallemme. Han tränade med truppen inför klubbens match mot Montpellier som ägde rum den 6 november. Han tränade med laget hela veckan och, på grund av en skada som mittbacken Alaeddine Yahia fick, fick Varane, överraskande nog, starta matchen. Han spelade 90 minuter i 2-0-vinsten och hyllades av sina lagkamrater. Sedan dess har Varane inkallats till A-lagets matcher och fortsatte att vara en startspelare för laget under den nya tränaren László Bölöni.
I januari år 2011 kopplades Varane ihop med ett antal klubbar, och i ett försök att kväsa intresset från de andra klubbarna signerade försvararen ett tvåårskontrakt förlängning med Lens den 3 februari samma år. Den 8 maj gjorde Varane sitt första professionella mål i 1-1-matchen mot Caen. I lagets följande match mot Monaco gjorde han det sista målet i ännu en oavgjord (1-1) match.

### Real Madrid
Den 27 juni 2011 meddelade Real Madrid att de gjort klart med Raphaël Varane för €10 miljoner, motsvarande 91,5 miljoner svenska kronor. Varane skrev på ett sexårskontrakt med klubben. Innan Varane signerade ett kontrakt med den spanska huvudstadsklubben mötte han klubbens tränare Jose Mourinho för att försäkra att han inte kommer att spela för Real Madrids ungdomsakademi. Mourinho lovade den unga spelaren att han skulle spela regelbundet för Real Madrids A-lag.
Varane gjorde sin debut för Real Madrid den 21 september i en ligamatch mot Racing Santander. Han var uttagen i startelvan som mittback bredvid Ricardo Carvalho, matchen slutade 0-0. I lagets nästa seriematch tre dagar senare mot Rayo Vallecano startade Varane och gjorde sitt första mål för klubben på en hörna slagen av Mesut Özil. Real Madrid vann matchen 6-2. Varanes mål gjorde honom till den yngsta utländska spelaren som gjort mål i en tävlingsmatch för Real Madrid med en ålder på 18 år och 152 dagar.. När Real Madrid mötte Barcelona i det första mötet i semifinalen i spanska cupen säsongen 2012/2013 fick Varane spela hela matchen då ordinarie mittbackarna Pepe och Sergio Ramos inte kunde delta. Varane räddade ett skott på mål från Barcelonamittfältaren Xavi, och spelade en bra match. Han gjorde även kvitteringsmålet för Real Madrid den matchen. Varane blev matchens lirare och beskrev det som hans bästa match i Real Madrid tröjan. Han spelade även i Champions League-finalen 2014 i hela 120 minuter, då Pepe var skadad. Där blev han mästare med Real Madrid.

### Manchester United
Den 27 juli 2021 presenterades Varane av Premier League-klubben Manchester United. Inför säsongsslutet 23/24 meddelade han att han lämnar klubben som free agent. 

### Como
Den 28 juli 2024 värvades Varane av Serie A-klubben Como, där han skrev på ett tvåårskontrakt. Den 11 augusti 2024 ådrog han sig en knäskada i en match mot Sampdoria i Coppa Italia. I september 2024 avslutade Varane sin fotbollskarriär.

## Landslagskarriär
Varane är en tidigare spelare i det franska ungdomslandslaget. Han har spelat för U18 och U21. Innan han spelade för Frankrikes U18 inkallades han även till U17 men spelade aldrig någon match. Varane debuterade för U18-landslaget den 24 augusti 2010 i en vänskapsmatch mot Danmark. I sin debut gjorde han det sista målet i 2-0-vinsten. Den 3 februari 2011 inkallades han till U21-landslaget för första gången för en vänskapsmatch mot Slovakien. Varane beskrev inkallningen som "en stor överraskning". I sin första match med Frankrike U21 spelade han hela matchen.
Han vann VM-guld med Frankrike i VM 2018. I november 2022 blev Varane uttagen i Frankrikes trupp till VM 2022.
2 februari 2023 valde Varane att sluta i det franska landslaget.

## Privatliv
Raphaël Varane är son till Gaston och Annie Varane. Han har en bror som är två år äldre, och två systrar; en yngre och en äldre. Hans mor är fransyska, och hans far är fransman med afrikanska rötter. Varane är troende katolik. Han är gift med Camille Tytgat.

## Meriter

### Real Madrid
- La Liga: 2011/2012, 2016/2017, 2019/2020
- UEFA Champions League: 2013/2014, 2015/2016, 2016/2017, 2017/2018
- Spanska cupen: 2013/2014
- Spanska supercupen: 2012, 2017, 2019
- UEFA Super Cup: 2014, 2016, 2017
- VM för klubblag: 2014, 2016, 2017, 2018

### Landslag
- VM-guld: 2018

### Individuellt
- FIFA World XI Team 2018 (FIFA:s Världslag)